# تونی گالوپن
تونی گالوپن (فرانسوی: Tony Gallopin‎؛ زادهٔ ۲۴ مهٔ ۱۹۸۸) دوچرخه‌سوار اهل فرانسه است.
از باشگاه‌هایی که در آن رکاب زده‌است می‌توان به تیم لوتو–سودال، سن میشل–اوبر۹۳، تیم دوچرخه‌سواری کوفیدیس، تیم ترک-سگافردو، و آژ۲آر لا موندیال اشاره کرد.